# Theodor von Sickel
Theodor von Sickel (Aken, 18 dicembre 1826 – Merano, 21 aprile 1908) è stato un saggista e diplomatista tedesco che in una serie di studi (tra i saggi sulla diplomatica è da menzionare: Beiträge zur Diplomatik) introdusse il metodo della comparazione delle scritture e delle formule nell'ambito di una cancelleria.

## Opere
- Acta regum et imperatorum Karolinorum digesta et enarrata, die Urkunden der Karolinger, 2 voll., Wien, Gerold, 1867-1868.
- Beiträge zur Diplomatik, Wien, Karl Gerold's Sohn, 1879.
- Das Privilegium Otto I. für die römische Kirche vom Jahre 962, Innsbruck, Wagner, 1883.
- Prolegomena zum Liber diurnus, 2 voll., Wien, In Commission bei F. Tempsky, 1888-1889.
- Römische Erinnerungen: nebst ergänzenden Briefen und Aktenstücken, a cura di Leo Santifaller, Wien, Universum, 1947.